# オーチャード・ハウス
オーチャード・ハウス（Orchard House）は、アメリカ合衆国マサチューセッツ州コンコードにある歴史的な家屋博物館で、1912年5月27日に一般公開された。エイモス・ブロンソン・オルコット（1799年〜1888年）と、娘のルイーザ（1832年〜1888年）を含む彼の家族が長年ここに住んだ。ルイーザは、そこで彼女の小説『若草物語』（1868年〜69年）を書き、完成させた。
オルコット家の4人の娘、アンナ（最年長）、ルイーザ（1歳年下）、エリザベス（ルイーザより3歳年下）、アビゲール（最年少、エリザベスより5歳年下）は、1858年から1877年までオーチャード・ハウスに住んでいた。

## 歴史
家は1690年から1720年の間に最初に建てられた。
オルコット家は、1840年に最初にコンコードに移り住んだが、1843年にフルーツランズを始めるために去った 。
フルーツランドは、ハーバートの近郊にあった農耕コミューンである。
一家は1845年にコンコードに戻り、レキシントン・ロードの「ヒルサイド」という名前の家の購入したが 、1852年に、その家をナサニエル・ホーソーンに転売してこの地を去った。ホーソーンは、その家をウェイサイドと改名した。
オルコット家は、1857年に再びコンコードに戻ってきた。彼らは、ヒルサイドと目と鼻の先にあるオーチャード・ハウスに入居した。家は当時、1858年の春の時点では、2階建ての下見板張りの農家だった。
購入時、この敷地には、12エーカー（49,000m 2）の40本のリンゴの木があるリンゴ園と2棟の18世紀前半の家があった 。その結果、オルコット家はその物件を「オーチャード・ハウス」と名付けた。当初、果樹園の家(オーチャード・ハウス)は荒廃していて、すぐに引っ越すことができなかった。修理が行われている間、オルコット家はベッドフォード・ストリートの家に滞在した。
ブロンソン・オルコットは入居後次のように書いている。「これはなかなか素敵な引退所だ。私達家族はこの家がボロボロになってみっともなくなるのから救い出せたことを誇りに思っている。」
ブロンソン・オルコットは建物に大幅な変更を加えた。手前のマナーハウスと奥のファームハウスをつないで一体化したのである。 更に彼は失敗したテンプル・スクールから回収した胸像用に床の間を設置し、階段を修理し、本棚を設置し、末娘のメイのアートワークのために裏の作業場を作り、敷地の周りに素朴なフェンスを設置した。家が改装されている間、ホーソンズがイギリスに滞在中だったので、家族はウェイサイドの隣の部屋を借りた。 
後で、リディア・マリア・チャイルドが家を訪ねて、彼女の感想を書き綴っている。「その結果、奇妙な隅や角地、あらゆる種類の突き出しでいっぱいの家が出来上がった。まるで、古い建築家の精神が中世からそれを持ってきて、それを落としたかのようだ。コンコードで...家全体が、中世のような調和の一般的な印象を残している。」
オーチャードハウスは、マサチューセッツ州レキシントンに向かう歴史的な「アメリカン・マイル」道路上にあるザ・ウェイサイドに隣接している。ブッシュと名付けられたラルフ・ワルド・エマーソンの家までは800mほどである。ヘンリー・デイヴィッド・ソローとオルコット家の人々はもそこを頻繁に訪問した。

## ハウスでのオルコット家
オルコット家は、1858年から1877年までオーチャード・ハウスに住み、ここは家族が最も長く住んだ家となった。
この時期、家族には父エイモス・ブロンソン、妻のアビゲイル・メイ、娘のアンナ、ルイーザ・メイ、そしてアビゲールが含まれていた。 ベス・マーチのモデルであるエリザベスは、家族が引っ越す数週間前の1858年3月に亡くなっている。

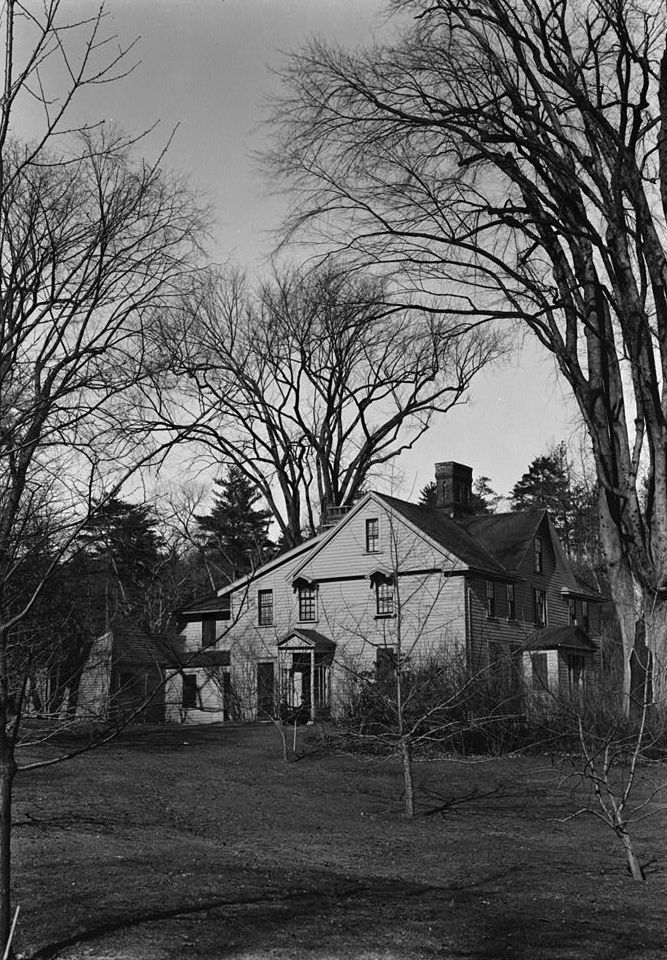
オーチャード・ハウス, 1941

ナサニエル・ホーソーン自身はとらえどころのない人物だったが、オルコットの女の子たちは隣に住んでいたホーソーンの子どもたちと仲良くなった。ブロンソン・アルコットはがっかりし、「偶然でない限り、誰も彼と話す機会がない」と書き残している。しかし、「それでも彼は優しい優しい面を持ち、女性が所有するかもしれない声を持っている、ためらいはとても受け止めており、トーンはあなたが期待したものからほど遠い」とも彼は付け加えている。
オルコットは菜食主義者であり、敷地内の庭や果樹園から果物や野菜を収穫した。奴隷制度廃止運動、女性参政権、社会改革についての会話が、しばしば食堂のテーブルの周りで行われた。家族は、ゲストが隣接するパーラーから見ている間、ダイニングルームを舞台として演劇を行った。
パーラーは、彼のお気に入りの哲学者、ソクラテスとプラトンの胸像を展示するためにブロンソンによって建てられたアーチ型のニッチのあるフォーマルな部屋であった。1860年5月23日、アンナはこの部屋でジョン・ブリッジ・プラットと結婚式を挙げた。
末娘のメイは才能のある芸術家だった。
彼女の寝室には、木工品やドアに天使、神話、聖書の人物のスケッチが描かれていた。
ルイザの部屋で、メイはオランダカイウのパネルとフクロウを暖炉に描いた。 5月までのターナーの風景のコピーは、オーチャードハウスのさまざまな部屋を飾っている。
1868年、ルイーザ・メイ・オルコットは、彼女の最愛の古典的な小説、『若草物語』(Little Women)を彼女の部屋の彼女の父によって制作された特別な「シェルフデスク」で執筆した。
家の中の生活がほとんどということで、その登場人物は彼女の家族のメンバーに基づいており、プロットは家族の初期の年とウェイサイドで起こった出来事に大まかに基づいている
ブロンソン・オルコットの『ラルフ・ワルド・エマーソン』（1865; 1882年発行）、『タブレット』（1868）、『コンコードでの日々』（1872）、そして『卓上談話』（1877）もこの家に書かれている。
家の西側の敷地には、ブロンソン・オルコットによって設計、建設された建造物がある。当初は「ヒルサイド・チャペル」、後に「コンコード哲学学校」として知られていた。1879年から1888年まで運営されていたこの学校は、国内で最初に大成功を収めた成人教育センターの1つである。
1877年、ルイーザ・メイ・オルコットは姉のアンナのためにメインストリートに家を購入した。同じ年にオルコット夫人が亡くなった後、ルイーザと彼女の父親も家に引っ越した。アルコット家は11月14日までに正式にオーチャード・ハウスから転居した。オーチャード・ハウスは、その後1884年に長年の家族の友人ウィリアム・トーリー・ハリスに売却されたルイーザ・オルコットは次のように言った。「25年の者あいだここに住んでいたので、ここは思い出で溢れていますが、売却できてホッとしています。大切にしていた人がなくなると心は痛みますが、土地はそういうことはありませんから。」

## 今日のオーチャード・ハウス
オーチャードハウスは、イースター、感謝祭、クリスマス、1月1日と2日を除いて、毎日ガイド付きツアーに参加することができる。入館には、入場料が必要である。
家の外観はオルコットの時代と同じように見える。大規模な修復作業の痕跡が見えないように注意が払われている。すべての家具は19世紀半ばのオリジナルであり、約75％がアルコット家のもので、部屋はオルコットが住んでいたときと非常によく似せてある。
家の外観はオルコットの時代と同じように見える。大規模な修復作業の痕跡が見えないように注意が払われている。すべての家具は19世紀半ばのオリジナルであり、約75％がアルコット家のもので、部屋はオルコットが住んでいたときと非常によく似せてある。
ダイニングルームには、家族の陶磁器、家族の肖像画、5月までの絵画、年代物の家具がある。
パーラーは年代物の壁紙と模様のある複製カーペットで飾られ、5月の家族の肖像画と水彩画が壁を飾っている。アビゲイル・メイのブレッドボード、乳鉢と乳棒、ブリキのスパイスチェスト、木製のボウルがキッチンのハッチテーブルに展示されている。
その他のオリジナルのキッチン用品には、ブロンソンが設計した洗濯物干しラックやルイザが購入したソープストーンシンクがある。書斎には、ブロンソンの図書館のテーブル、椅子、机が備え付けられている。　両親の寝室には、写真、家具、手作りのキルトなど、アビー・メイの持ち物の多くが含まれている。
オーチャード・ハウスは、1977年から「サマーカンバセーショナルシリーズ」を主催することで、アルコット氏のコンコード哲学学校の伝統を引き継ぎ、最近、「ティーチャー・インスティテュート」という催しを追加した。ヒルサイドチャペルは、青少年プログラム、詩の朗読、歴史の再現、その他の特別なイベントにも使用されている。